# Чёрный садовый муравей

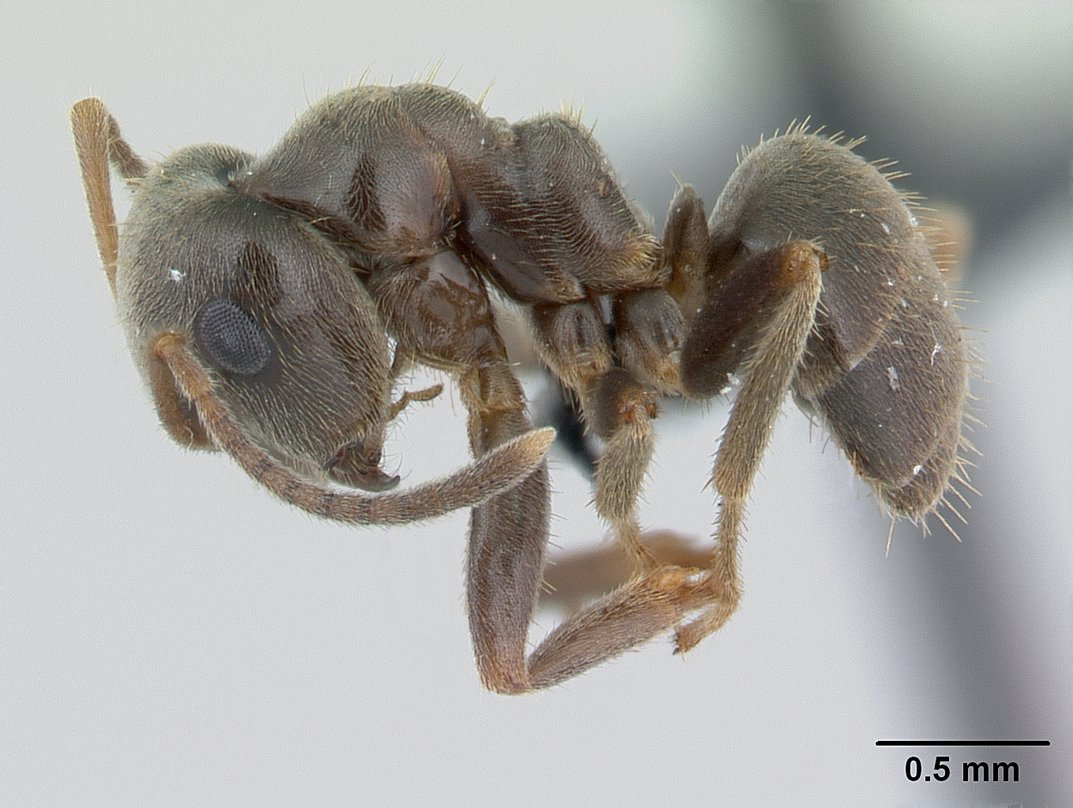
Lasius niger, рабочий сбоку

Чёрный садо́вый мураве́й, или чёрный лазий (лат. Lasius niger), — западнопалеарктический вид муравьёв из рода Lasius (подсемейство Formicinae). Морфологически с чёрным лазиусом схож вид-близнец Lasius platythorax. Встречается как в дикой природе, так и в большинстве европейских городов, где выступает как обычный городской вид (встречается в парках). Матки достигают в длину до 1 см и живут до 29 лет (рекорд среди всех общественных насекомых). Рабочие муравьи мелкие, длиной от 3 до 4,5 мм. Брачный лёт проходит с июня по август. После роения множество бескрылых маток бегают по земле (заметны они и на городских улицах), занятые поиском мест для основания колонии. Новые семьи молодые матки обычно основывают в одиночестве, откладывают яйца и выращивают первых муравьёв, не питаясь вне гнезда. Разводя тлей и защищая их от естественных врагов, могут приносить вред садам и огородам.

## Распространение
Ареал чёрного садового муравья простирается от Португалии и Англии через всю Европу до центральной части Сибири и до Монголии. Все ранние указания на нахождение этого вида на Востоке России теперь относят или к виду Lasius japonicus (на Дальнем Востоке; Seifert, 1992), или к Lasius vostochni (от южного Байкала до Дальнего Востока; Seifert, 2020). В Центральной Европе и в средней полосе России это самые известные, всюду встречающиеся (в том числе в городах) муравьи.
L. niger — один из самых широко распространенных видов палеарктических муравьёв. Его естественное место обитания — север Европы и Азии, в том числе Забайкалье (Восточная Сибирь) и Монголия. Завезён в Северную Африку и на северо-запад США. В Америке он населяет юг Аляски, юг Канады и северные штаты США, простираясь на юг до Аппалачей, Сьерра-Невады и Скалистых гор.
Встречается в Северной Африке (включая Алжир), где, однако, является редким видом. Самыми восточными местами распространения являются район реки Бодончжол в Западной Монголии и южный Прибайкальский регион.
В Центральной Европе L. niger предпочитает умеренно ксеротермные окультуренные среды обитания мезофильным и имеет сильную синантропную тенденцию, являясь наиболее распространенным лазиусом в городах, парках, садах и на пахотных землях. Он избегает затенённых лесных массивов и нетронутых болот и топей, где конкурирует с Lasius platythorax.
Точные границы ареала определить сложно: в 1992 году немецкий мирмеколог Бернхард Зайферт (Bernhard Seifert) выделил вид-близнец — Lasius platythorax, представители которого до тех пор были включены в вид Lasius niger. Понимание этих границ требует обновления существующей информации.
В 1990 году биологи идентифицировали отдельный вид Lasius neglectus, внешне схожий с Lasius niger, однако сильно отличающийся от него по поведению.

## Описание
Рабочие имеют длину около 3—4,5 мм, самцы — 4—5,5 мм, а матки — 7,5—11 мм. Основная окраска варьирует от коричневой до чёрной. Тело покрыто многочисленными короткими волосками. От близкого вида Lasius alienus отличается наличием множества отстоящих волосков на скапусе усика и голенях.
Рабочие муравьи вида Lasius niger, как и родственные виды L. alienus, L. platythorax, L. brunneus, L. pallitarsus и L. neoniger, относительно малы и мономорфны. Окраска рабочих колеблется от желтовато-коричневой до серо-чёрной, маток от коричневой до коричнево-чёрной, самцов от коричневой до чёрной. Самки (рабочие и матки) имеют 12-сегментные усики и относительно короткие отстоящие волоски на дорсальной стороне антенн. Отстоящие волоски встречаются также на внешнем крае голени задней пары ног. Выемка в спинной части груди у самок глубокая, а верх тела выпуклый и закругленный. Кроме того, маток этого вида можно отличить от маток вида-близнеца L. platythorax по пропорциям мезосомы. Самцы, как и другие виды этого рода, имеют удлинённые мандибулы, 13-членные усики и небольшое треугольное брюшко.

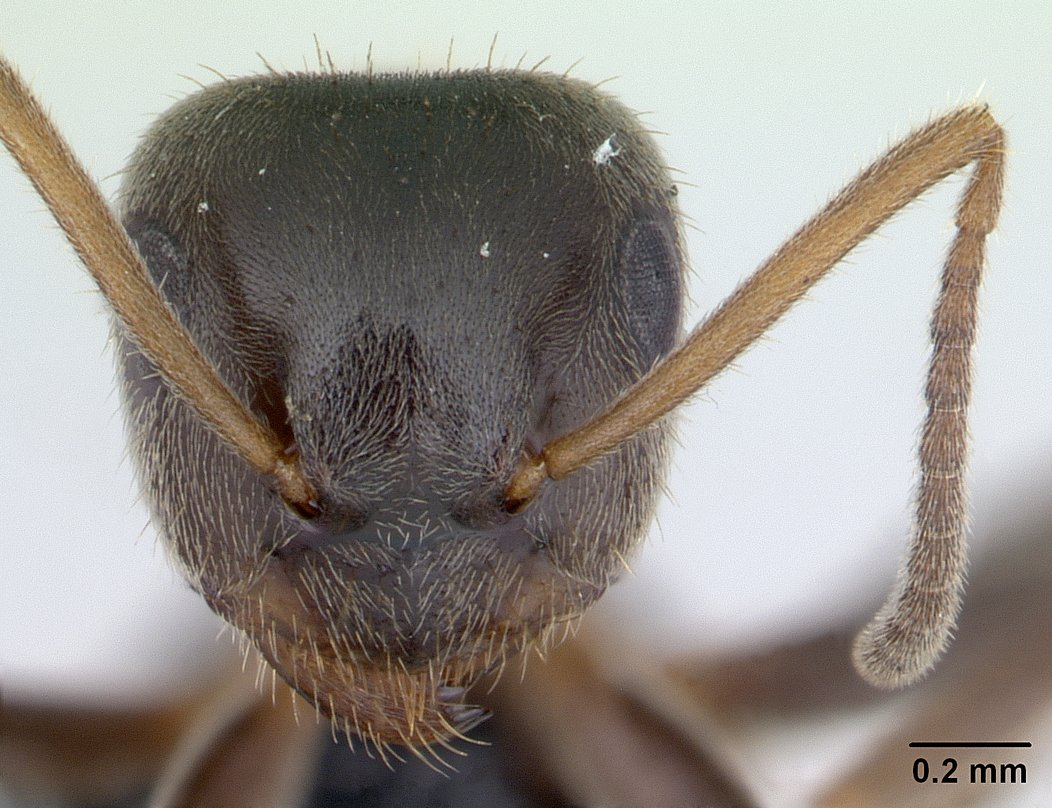
Голова рабочего
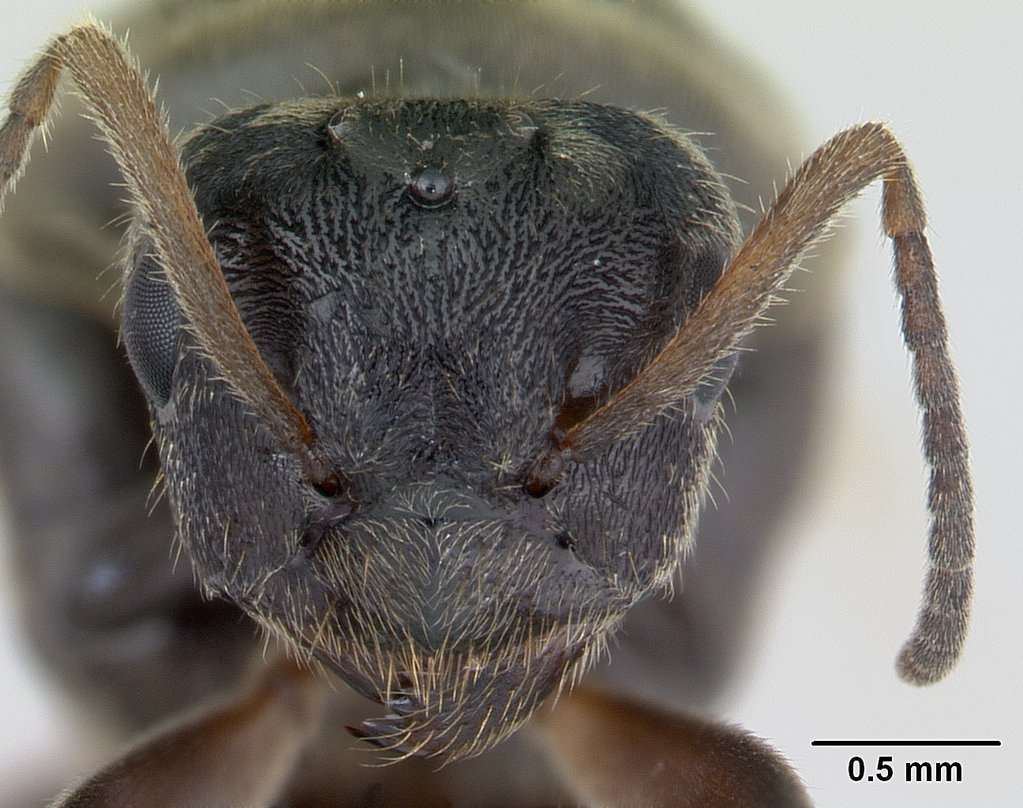
Голова матки
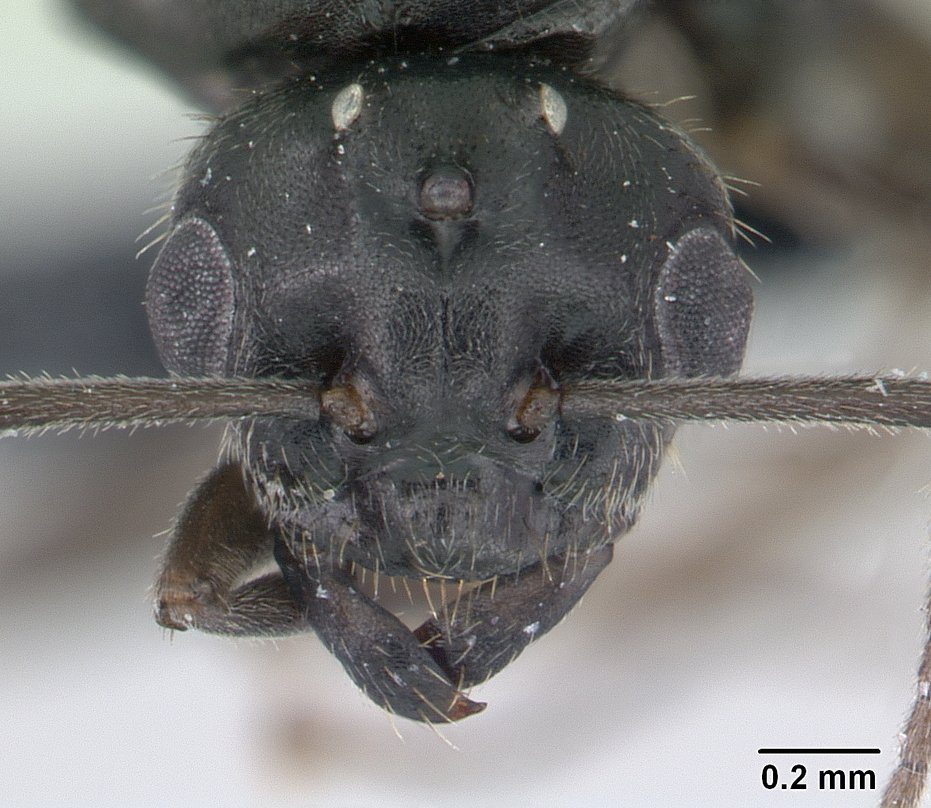
Голова самца

## Гнездо

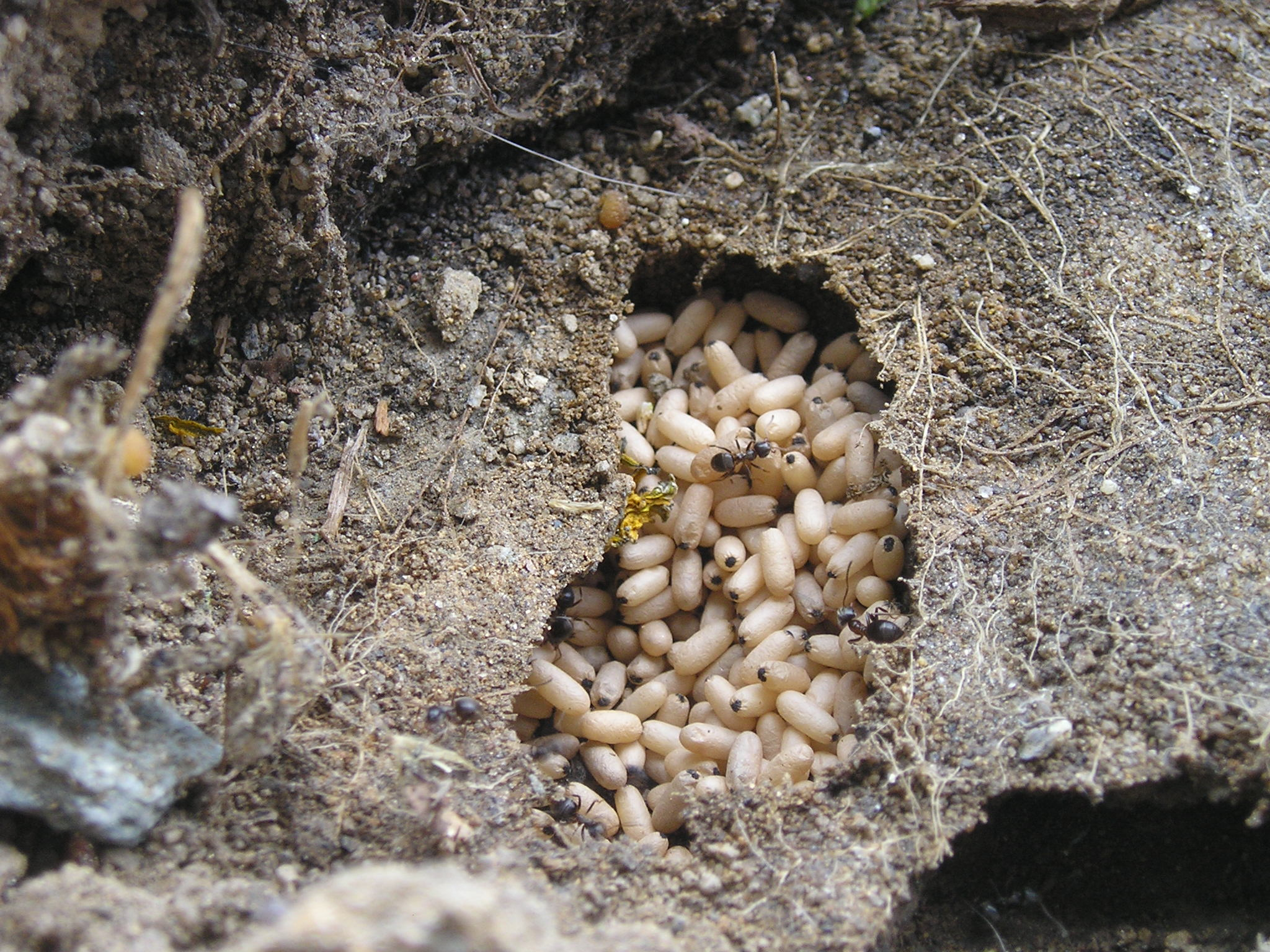
Коконы в гнезде Lasius niger

Муравейники, как правило, в почве, имеют насыпной холмик, также живут в гнилой древесине (в дуплах, пнях и под корой), под камнями.
Он предпочитает места с песчаным грунтом и невысокой растительностью. В местах, где растительность более обильна, курганы L. niger выше и возвышаются над растущей вокруг травой.
В местах, где насыпи или холмики могут быть размыты ливнем или вытоптаны (например, на тротуарах), колония их не строит, и вход может быть малозаметен. В населенных пунктах эти муравьи предпочитают строить гнёзда под плоскими камнями: террасами, тротуарной плиткой или бордюрами. Гнёзда состоят из сети вертикальных и горизонтальных ходов, иногда занимающих несколько квадратных метров. В некоторых случаях муравейники разных колоний могут быть связаны друг с другом, но муравьи из отдельных колоний используют отдельные туннели.

## Биология
Чёрный садовый муравей питается мелкими беспозвоночными и сладкой падью, которую выделяют тли других сосущие растительные соки равнокрылые насекомые. Тля питается соком растений, из которого они в основном поглощают белки и жиры, а выделяют простые сахара. Чтобы обеспечить поставку пади, рабочие защищают тлей от врагов, что способствует появлению более крупных и стабильных популяций. Муравьи хранят яйца тлей в своих колониях всю зиму, а весной собирают молодые особи у корней трав, кукурузы, хлопка или пшеницы. Иногда это приводит к значительному ослаблению растений или даже их гибели. Благодаря заботе муравьёв тля также дольше остается вблизи молодых побегов растений, что ускоряет их размножение по сравнению с тлями, не находящимися под присмотром муравьев.

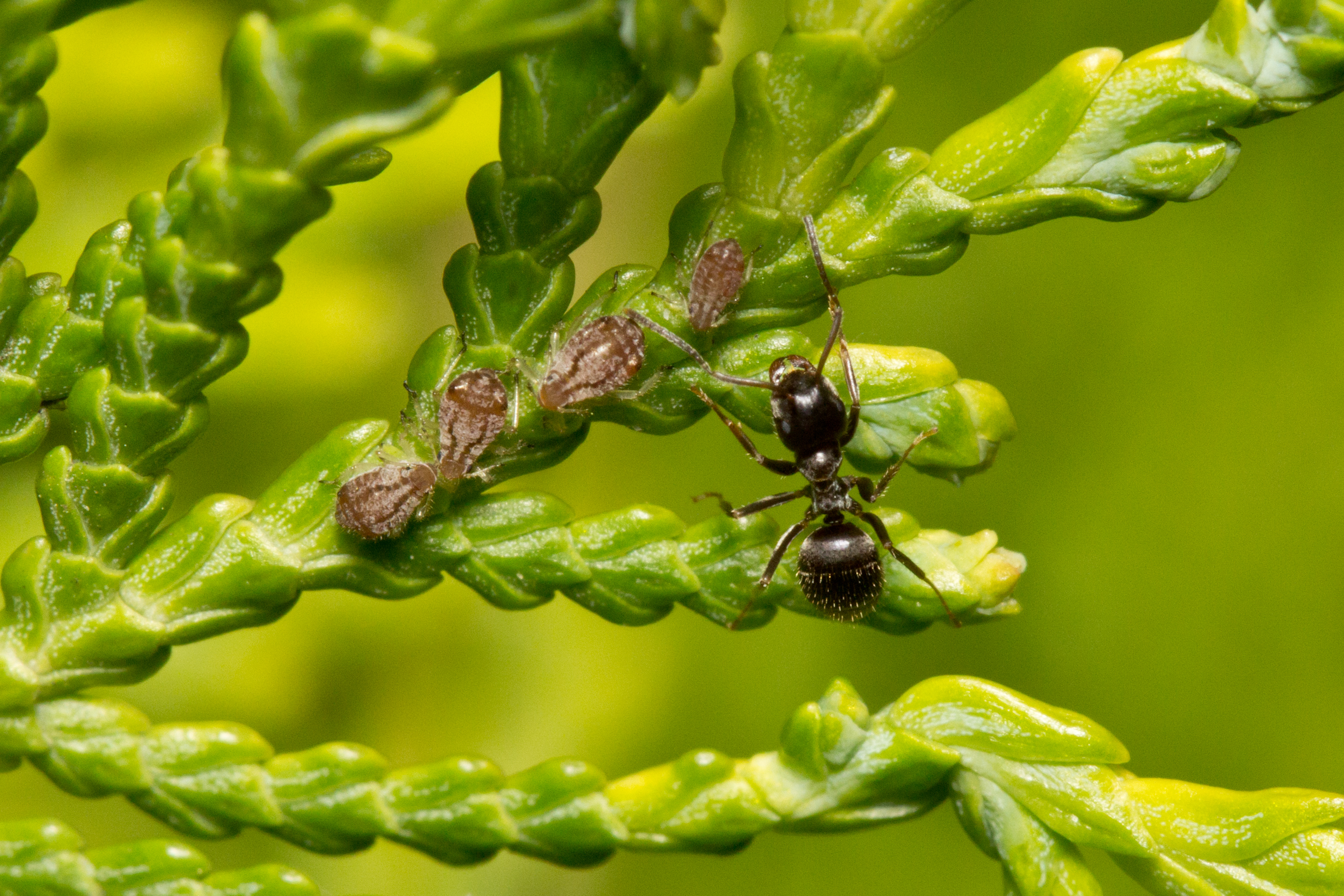
Lasius niger и тля Cinara tujafilina на туе западной.

Этот вид муравьёв разводит и охраняет тлей разных видов, среди которых Tuberolachnus salignus, Aphis fabae и Metopeurum fuscoviride. Муравьи также используют нектар, медовую падь и гемолимфу насекомых, содержащие углеводы (фруктоза, глюкоза, сахароза, мелицитоза, трегалоза). Обнаружено, что благодаря своей сладости, муравьи Lasius niger более чувствительны к вкусу мелицитозы, нежели к менее сладкой сахарозе.
Дорожки муравьёв, отмеченные следовыми феромонами, часто уходящие до 30 метров от гнезда, помогают им ориентироваться на местности. Муравьи-разведчики, когда находят каплю пади или другой источник пищи, богатой соединениями, которые необходимы данной колонии, начинают его поедать. Если пищи достаточно, чтобы насытить их выше определенного уровня, они возвращаются в гнездо, оставляя за собой химический след, по которому пойдут другие рабочие. Наличие химических следов помогает муравьям быстрее добраться до места назначения, увеличивает набор рабочих, направляющихся в определенное место, а также помогает ориентироваться на местности. Подобным образом разведчики также отмечают границы вокруг колоний, которые муравьи защищают от чужаков, а также границы области, которую они считают безопасным местом для поиска пищи, но не защищают как свою территорию. Поведение рабочих, например, перед лицом угрозы, также зависит от химического состава дорожек, обозначенных разведчиками.
Как и в случае со многими другими видами муравьёв, матки имеют почти полную монополию на воспроизводство. Особый феромон окружает и саму матку, и её яйца. Он влияет как на снижение плодовитости рабочих, так и на снижение уровня агрессии по отношению к помеченным им яйцам. Матка производит феромон, сигнализируя другим муравьям, что она здорова и может воспроизводить себя; больная или ослабленная матка производит его меньше, что увеличивает воспроизводство среди других членов колонии. Хотя генетически он не отличается от рабочих муравьёв, благодаря различиям в экспрессии генов он развивает не только способность контролировать плодовитость других муравьёв, но и способность более эффективно регенерировать клетки, благодаря чему матки живут во много раз дольше, чем рабочие. Фактически матки этого вида относятся к числу самых долгоживущих муравьёв, и их возраст может превышать 20 лет. Зарегистрированный рекорд для них равен 29 лет и это самая большая известная продолжительность жизни для любого эусоциального насекомого.
Когда колония достигает зрелости и становится достаточно большой, чтобы вырастить много маток и самцов, она начинает роиться, и цикл повторяется. Максимальное численность населения колоний этого вида составляет несколько тысяч рабочих на второй год, примерно 15—20 тысяч рабочих с одной маткой на третий. Через десять лет колония может насчитывать до 100 000 рабочих.

### Размножение
Новые семьи основываются молодыми матками самостоятельно, без помощи рабочих муравьёв. После брачного лёта они отыскивают укромные места, например, под камнями, опавшими листьями или валежнями, где они основывают новую колонию. Избегаются места, часто посещаемые рабочими из уже существующих колоний.
Когда матка находит нужное место, она останавливается и начинает рыть туннель, который заканчивается небольшой камерой. Когда тоннель уже достаточно большой, чтобы войти внутрь, она начинает закапывать туннель изнутри и, наконец, закрывает вход в камеру. Затем она откладывает несколько яиц.
Через несколько дней личинки вылупляются из яиц и заканчивают развитие весной после зимовки. В периоды между последовательными линьками личинки питаются в основном оплодотворенными и трофическими яйцами, отложенными маткой в гнезде (так называемый феномен оофагии).
Матка, не выходя из своей камеры, кормится запасами, накопленными в её белково-жировом теле и в мускулах крыльев, которые она интенсивно метаболизирует. Развитие расплода происходит примерно 14 дней в стадии яйца, 12 в стадии личинки и 15 в стадии куколки, потом появляются первые молодые рабочие — сначала около пяти, но через неделю их будет около 15. Тем временем матка начинает откладывать больше яиц. Рабочие открывают путь на поверхность и приносят извне первую пищу колонии. Муравьи используют выделяющих падь насекомых, а также собирают живых и мертвых насекомых, а в урбанизированной среде, в домах людей их привлекают продукты, богатые сахаром (мармелад, джемы, фруктовые соки или мед). Во время развития колонии рабочих также привлекают богатая белками пища, такая как мясо и сыр.
Примерно в 18 % случаев бывает, что колония создается сразу двумя и более матками (так называемый феномен плеометроза). Этот способ облегчает создание колонии, так как большее количество рабочих защищают её за короткое время, чем в случае гнезда, основанного только одной маткой. Однако, когда рождаются первые рабочие, королевы начинают драку друг с другом, которая продолжается до тех пор, пока не выживет только одна. Когда рабочие начинают искать пищу, они обычно кормят самую здоровую матку, что ускоряет появление самой сильной и гибель остальных. Таким образом, в конечном итоге даже изначально полигинные популяции возвращаются к моногинному состоянию.

### Брачный лёт
Массовый вылет и спаривание крылатых половых особей (самок и самцов) происходит с конца июня по конец августа, или в начале осени. В период между выходом из куколки и спариванием будущая матка набирает вес с исходных 4 мг до 15,5 мг, в основном за счет накопления жира. В то же время самцы практически не изменяются и всё время весят примерно 0,9 мг. Первыми гнездо покидают крылатые самцы, а через несколько часов после них вылетают самки, вдвое более длинные.
Молодая матка обычно выбирает для совокупления одного самца, хотя бывают ситуации, в которых она допускает двух, трёх или даже четырёх партнёров. Количество самцов, участвующих в оплодотворении матки, связано с её фенотипом и весом во время роения, это также влияет на количество первоначального потомства, но не влияет на дальнейший успех всей колонии. В редких случаях самец может также оплодотворить матку родственного вида Lasius alienus, что приведет к образованию гибридной колонии между двумя видами.

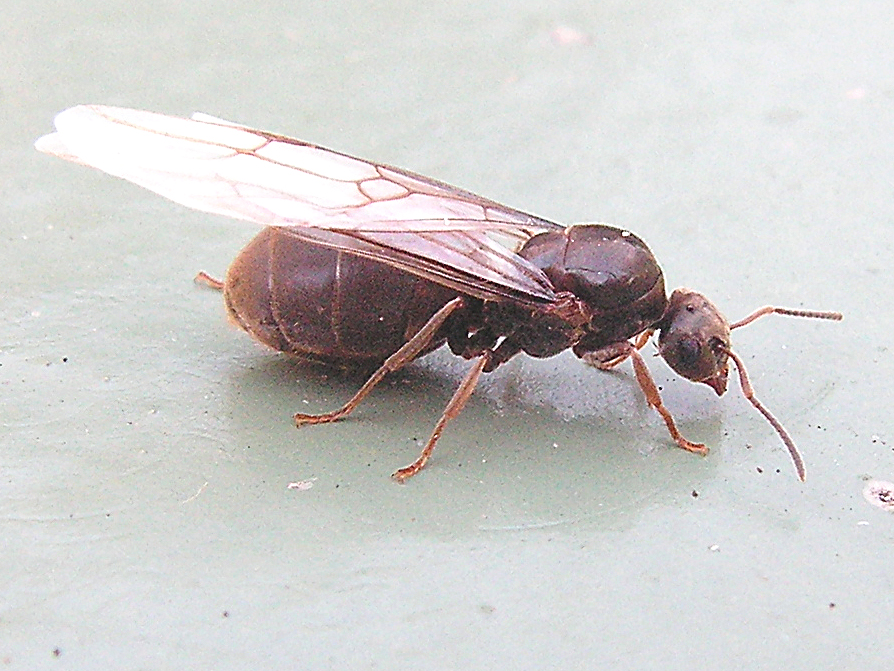
Молодая матка с крыльями
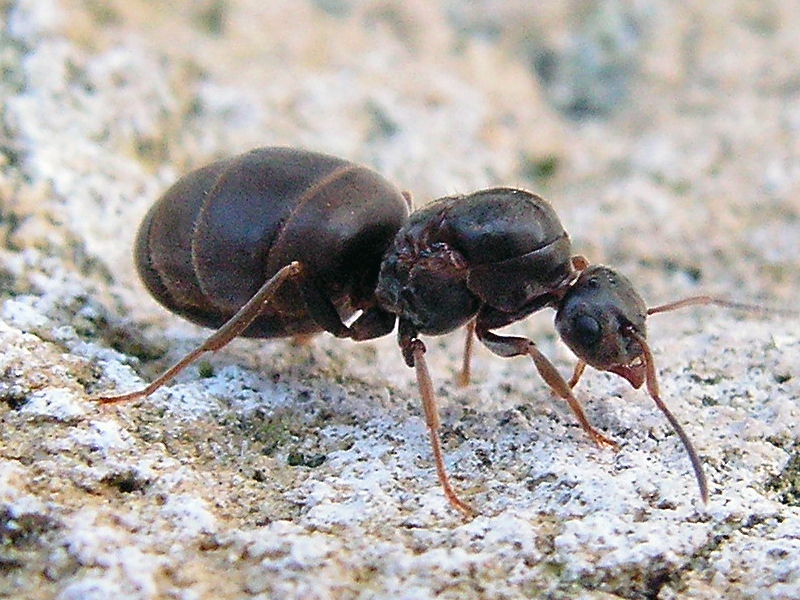
Матка, сбросившая крылья
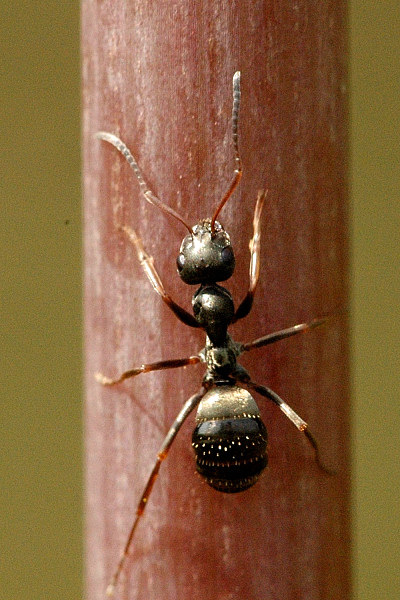
Рабочий муравей
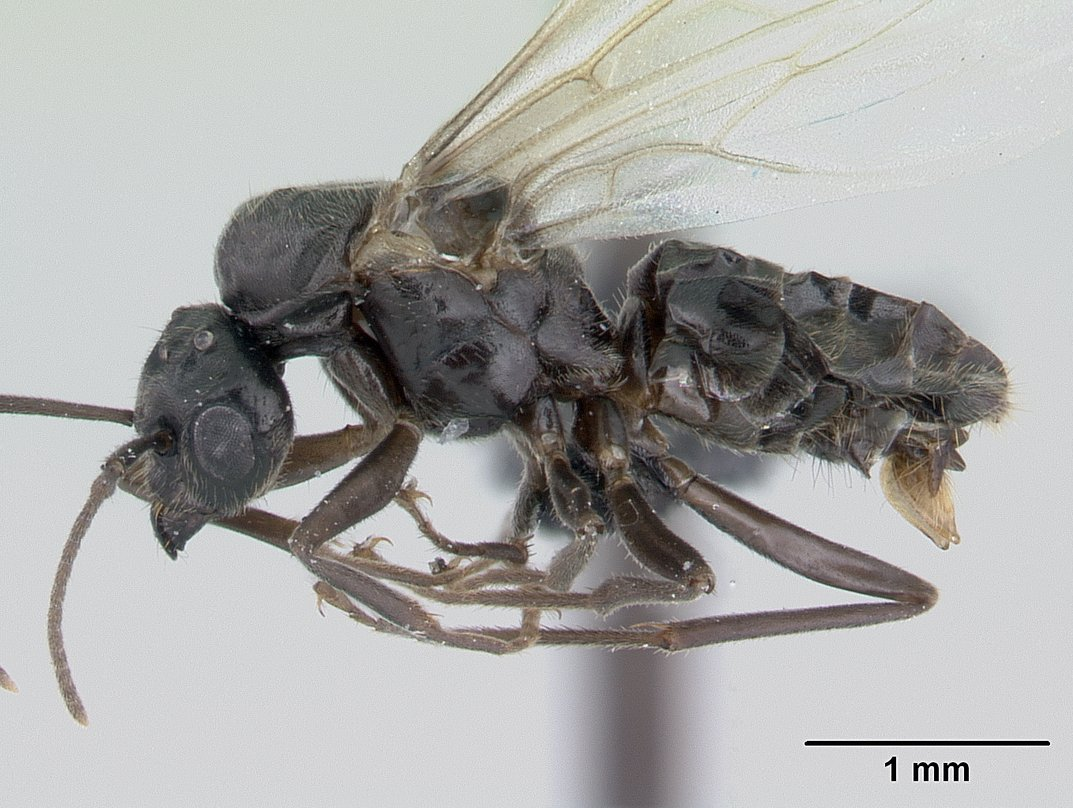
Крылатый самец

## Значение
Могут иногда вредить сельскому хозяйству, в массе разводя тлей и червецов на листьях, стеблях и корнях растений.
Гнёзда, построенные под тротуарной плиткой или террасами, со временем могут размываться и вызывать их оседание.
Для борьбы с муравьями более продуктивно переносить гнёзда в другие места, а основание частично выкопанных обрабатывать репеллентами.

## Таксономия
Вид включён в состав номинативного подрода Lasius s.str. Впервые был описан в 1758 году шведским натуралистом Карлом Линнеем под первоначальным названием Formica nigra Linnaeus, 1758 по рабочей касте. Самки и самцы были описаны в 1798 году французским энтомологом Пьером Латрейлем (Latreille, 1798). Позднее разными систематиками включался в состав родов Lasius (Fabricius, 1804), Donisthorpea (Donisthorpe, 1915), Formicina (Emery, 1916), Acanthomyops (Forel, 1916) и снова в Lasius (Menozzi, 1921).
Внутри вида выделяют два подвида:
- Lasius niger niger (Linnaeus, 1758)
- Lasius niger pinetorum Ruzsky, 1907[42]